# Acide propanoïque
L'acide propanoïque ou acide propionique (venant du grec pion voulant dire « gras ») est un acide carboxylique saturé à 3 atomes de carbone à utilisation médicale ou en arôme parfumant.

## Historique et étymologie
Cet acide a été découvert par Johann Gottlieb en 1844 dans les produits de dégradation du sucre. Peu de temps après il a été synthétisé par d'autres voies par des chimistes qui n'ont pas fait tout de suite le lien. C'est le français Jean-Baptiste Dumas qui a mis en relation ces produits, baptisant l'acide nouvellement caractérisé "acide propionique" [du grec πρῶτος (prỗtos) {premier} et πίων (píôn) {gras}] en référence à sa particularité de plus léger des acides gras, c'est-à-dire capable de donner du savon par saponification.
Les odeurs corporelles sont dues en partie à cette molécule qui est un produit de dégradation des acides aminés et des acides gras à chaîne carbonée longue par les bactéries de la flore cutanée résidente et saprophyte, du genre Brevibacterium et Propionibacterium.

## Description
Cet acide se présente sous la forme d'un liquide incolore, corrosif et à l'odeur désagréable. Il est miscible à l'eau mais peut être relargué par simple ajout de sel. À l'état gazeux il présente un point commun avec ses homologues plus légers, à savoir une forte entorse à la loi des gaz parfaits ; en effet il reste à l'état de dimère lié par liaison hydrogène en phase gazeuse. Il a les propriétés communes à tous les acides carboxyliques comme la possibilité de former des amides, esters, anhydrides et autres halogénures d'acyles. Il peut aussi subir une halogénation de Hell-Volhard-Zelinsky qui consiste en une α-halogénation par le brome en présence de PBr3.

## Production
La production industrielle d'acide propionique se fait par oxydation de propanal. La présence de catalyseur à base de cobalt ou de manganèse rend la réaction rapide même à température ambiante. En pratique on travaille entre 40 et 50 °C. L'équation de la réaction est:
CH3CH2CHO + 1⁄2 O2 → CH3CH2COOH.
Il y a aussi une autre filière de production de cet acide comme sous-produit de la synthèse d'acide acétique. Autrefois importante, cette filière est devenue mineure dans la production d'acide.

## Utilisations
Cet acide est un intermédiaire chimique très utile. On s'en sert pour modifier les fibres de cellulose synthétique. Il intervient dans la synthèse de médicaments comme les anti-inflammatoires (Ibuprofène...). Enfin des esters de cet acide sont utilisés comme solvant ou comme intermédiaire dans la synthèse de composant de parfum ou d'arôme.

## En médecine vétérinaire
Le propionate, précurseur d'acide gras, est une source énergétique particulièrement recherchée lors d'absence ou de diminution de motricité du rumen. Sous forme de sel de calcium, il possède des propriétés antimoussantes. Il est utilisé chez les bovins, ovins et caprins pour les troubles digestifs (météorisations et iléus entre autres).

## Effets pathogènes potentiels
Une trop grande quantité d'acide propanoïque dans l'organisme pourrait être la cause de certains cas d'autisme régressif,,[source insuffisante]. Notamment lorsqu'il est produit en trop grande quantité par la flore intestinale (proportion anormale de clostridium dans le tube digestif) du sujet atteint.